# Samuel Allport
Samuel Allport (Birmingham, 23 de janeiro de 1816 – Cheltenham, 7 de julho de 1897) foi um petrologista inglês.

## Biografia
Allport nasceu em Birmingham e foi educado naquela cidade. Embora ocupado em negócios durante a maior parte de sua vida, seu tempo de lazer foi dedicado aos estudos geológicos, e quando morou por um curto período na Bahia, Brasil, fez observações sobre geologia, publicadas pela Sociedade Geológica de Londres em 1860. Seu trabalho principal foi em petrologia microscópica, para cujos estudos foi atraído pelas investigações do Doutor Henry Sorby. Allport se tornou um dos pioneiros desse ramo da geologia, a preparar suas próprias seções de rochas, com notável habilidade.
Os basaltos do sul de Staffordshire, os dioritos de Warwickshire, o fonólito do Wolf Rock (para o qual primeiramente dirigiu a atenção), os pitchstones de Arran e as alteradas rochas ígneas perto de Land's End foram investigadas e descritas por ele durante os anos de 1869 a 1879 no Quarterly Journal of the Geological Society e na Geological Magazine. Em 1880 foi nomeado bibliotecário do Mason College, cargo que abandonou por conta de problemas de saúde em 1887. Nesse ano, a Medalha Lyell foi entregue a ele pela Sociedade Geológica. Alguns anos mais tarde, retirou-se para Cheltenham, onde morreu em 1897.